# Prelametila faba
Prelametila faba is een tweekleppigensoort uit de familie van de Lametilidae. De wetenschappelijke naam van de soort is voor het eerst geldig gepubliceerd in 1970 door Knudsen.